# Miet Smet

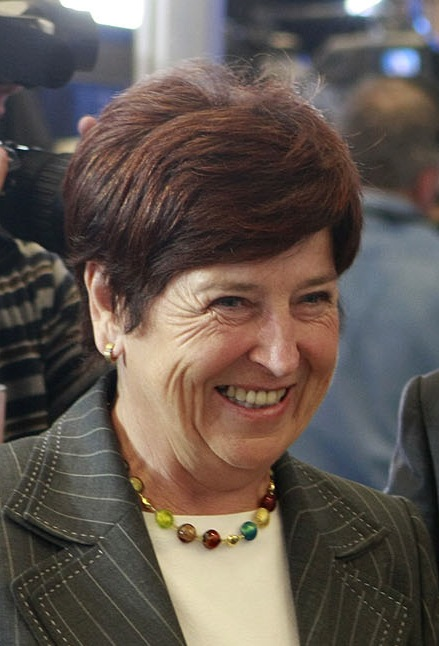
Miet Smet (2009)

Maria Bertha Petrus „Miet“ Smet (* 5. April 1943 in Sint-Niklaas; † 19. Dezember 2024 in Destelbergen) war eine belgische Politikerin der Christen-Democratisch en Vlaams (CD&V).

## Biografie
Die Tochter des christdemokratischen Senators Albert Smet war 1973 Mitgründerin der christdemokratischen Frauenorganisation Vrouw en Maatschappij und anschließend bis 1982 deren erste Vorsitzende. 1978 wurde sie erstmals zum Mitglied der Abgeordnetenkammer gewählt.
Im November 1985 wurde sie von Premierminister Wilfried Martens zur Staatssekretärin für Umwelt und gesellschaftliche Emanzipation in dessen sechstes Kabinett berufen und übte diese Funktion auch in dessen siebter, achter und neunter Regierung bis zum März 1992 aus und war zuletzt zwischen Januar und März 1992 zugleich auch Staatssekretärin für Arbeit und Beschäftigung.
In der nachfolgenden Regierung von Premierminister Jean-Luc Dehaene wurde sie im März 1992 Ministerin für Beschäftigung und Arbeit und war als solche auch beauftragt mit der Gleichberechtigungspolitik zwischen Mann und Frau. Diese Funktion übte sie auch im zweiten Kabinett Dehaene bis zum Ende von dessen Amtszeit im Juli 1999 aus.
Zu einem parteiinternen Konflikt kam es 1999 als nicht der frühere Premierminister Martens, sondern sie den ersten Platz auf der Liste der CD&V zur Europawahl 1999 erhielt. Auf Druck seiner zweiten Frau Ilse Schouteden verzichtete Martens auf den zweiten Platz auf der Kandidatenliste, zumal sowohl Miet Smet als auch Ilse Schouteden Martens’ Geliebte während dessen erster Ehe mit Lieve Vershoeven waren.
Zwischen 1999 und 2004 war sie daraufhin Mitglied des 5. Europäischen Parlamentes. Während dieser Zeit wurde sie 2001 auch Vizevorsitzende der Vereinigung der Europäischen Parlamentarier für Afrika (AWEPA).
Für ihre politischen Verdienste wurde ihr am 28. Januar 2002 der Ehrentitel einer Staatsministerin verliehen und damit auch die Mitgliedschaft im Kronrat.
Nach ihrem Ausscheiden aus dem Europäischen Parlament wurde sie 2004 zur Abgeordneten des Flämischen Parlaments gewählt, dem sie bis 2009 angehörte. Zugleich war sie zwischen 2007 und 2009 als Abgesandte des flämischen Parlaments auch für die Wahlperiode 2007 bis 2011 Mitglied des Senats.
Miet Smet war seit 2008 bis zu seinem Tod mit Ex-Premierminister Wilfried Martens verheiratet.
Miet Smet wurde außerdem 2001 mit dem Großen Verdienstkreuz mit Stern des Verdienstordens der Bundesrepublik Deutschland ausgezeichnet. 2002 wurde ihr die Würde eines Großoffiziers des Leopoldsordens verliehen.

## Übersicht der politischen Ämter
- 1978–1995: Mitglied der Abgeordnetenkammer (teilweise verhindert)
- 1979–1995: Mitglied des Flämischen Parlamentes (teilweise verhindert)
- 1985–1992: Staatssekretärin für Umwelt und soziale Emanzipation in den Regierungen Martens VI, Martens VII, Martens VIII und Martens IX
- 1992: Staatssekretärin für Umwelt, soziale Emanzipation, Beschäftigung und Arbeit in der Regierung Martens IX
- 1992–1999: Föderale Ministerin für Beschäftigung und Arbeit, beauftragt mit der Gleichberechtigungspolitik zwischen Mann und Frau, in den Regierungen Dehaene I und Dehaene II
- 1995–1999: Senatorin (teilweise verhindert)
- 1999–2004: Mitglied des Europäischen Parlamentes
- 2004–2009: Mitglied des Flämischen Parlamentes
- 2007–2009: Senatorin